# Ratifikacija
Ratifikacija jednostrani je međunarodni čin kojim država na međunarodnom planu daje svoj pristanak da bude vezana međunarodnim ugovorom.  Radi se o jednostranom očitovanju jedne ugovorne stranke drugoj ugovornoj stranci kojim se potpisani međunarodni ugovor prihvaća kao obvezatan.
Moderna ustanova ratifikacije u međunarodnom pravu razvila se u 19. stoljeću, u doba građanskih revolucija kao izraz za nadzor predstavničke vlasti nad izvršnom.  Ranije, ratifikacija je bila prvenstveno formalni i ograničeni akt kojim je suveren potvrdio ili verificirao, nakon što je ugovor bio stiliziran, ranije danu punomoć svom pregovaraču. 
Današnji pojam ratifikacije je dvoznačan: s jedne strane označava sam akt ratifikacije, odnosno jednostrani međunarodni čin poduzet na međunarodnom planu kojim države izražava svoj pristanak da izvršava dužnosti iz ugovora, dok s druge strane označava prethodni akt najvišeg nadležnog tijela neke države (u pravilu parlamenta, poglavara države, vlade), donesenog na nacionalnoj razini i u skladu s njezinim ustavnim odredbama, a kojim se odobrava ratifikacija kao međunarodni čin (tzv. unutrašnja ratifikacija, potvrđivanje).
Institut ratifikacije ima nekoliko svrha. Potpisivanje ugovora pod rezervom ratifikacije, prije svega, dopušta državama da se, prije konačnog preuzimanja pravne obveze, u sklapanju ugovora uključe i druga njezina unutarnja tijela. Kao što je gore spomenuto, ratifikacija služi u svrhu nadzora (nadzor zakonodavne vlasti nad izvršnom), ali i davanja odobrenja za sklapanje ugovora. S druge pak strane, ratifikacija omogućuje državama da pripreme nacionalno zakonodavstvo za implementaciju međunarodnog ugovora, pa tako ustavi nekih država propisuju obvezu ratifikacije ugovora koji traže donošenje ili izmjenu zakona.  
Ratifikacija na nacionalnoj razini je sama po sebi nedovoljna. Na međunarodnom planu, kao što je već gore spomenuto, država izdaje akt o ratifikaciji kojim se potvrđuje da je ugovor ratificiran u skladu s unutrašnjim propisima.  Akt o ratifikaciji najčešće izdaje državni poglavar, a zatim slijedi razmjena isprava o ratifikaciji ili njihovo polaganje kod depozitara, a može se ugovoriti i obveza njihove notifikacije državama ugovornicama ili depozitaru. Trenutak jedne od tih radnji označava trenutak izražavanja pristanka države da bude vezana ugovorom.
Ne postoji obveza ratifikacije potpisanog ugovora, ali ne postoji niti rok u kojem bi se ratifikacija morala obaviti. S druge pak strane, jednom kada je ugovor ratificiran na međunarodnom planu, država ga mora poštovati i izvršavati, jer je njime pravno vezana. Ratifikacija je najčešće bezuvjetna i mora se odnositi na ranije potpisan ugovor u njegovoj cijelosti, osim ako ugovor ili ugovornice izričito dopuštaju da se država može vezati samo jednim dijelom. Neki mnogostrani ugovori mogu sadržavati specifična ograničenja ili uvjete za ratifikaciju.

## Poveznice
- Međunarodni ugovor
- Pravo međunarodnih ugovora